# Nesogenes rotensis
Nesogenes rotensis är en snyltrotsväxtart som beskrevs av F.R. Fosberg och D. Herbst. Nesogenes rotensis ingår i släktet Nesogenes och familjen snyltrotsväxter. Inga underarter finns listade i Catalogue of Life.